# 南緯65度線
南緯65度線（なんい65どせん）は、 地球の赤道面より南に地理緯度にして65度の角度を成す緯線である。
この緯線は南極大陸と南極海を通過する。この緯度の下では、夏至点時の可照時間は22時間3分であり、冬至点時の可照時間は3時間35分である。

## 通過する地域一覧
| 地理座標                                             | 国土・領土・領海 | 備考                                                    |
| ---------------------------------------------------- | ---------------- | ------------------------------------------------------- |
| 南緯65度0分 東経0度0分 / 南緯65.000度 東経0.000度    | 南極海           | 大西洋の南 インド洋の南 太平洋の南 大西洋の南           |
| 南緯65度0分 西経63度12分 / 南緯65.000度 西経63.200度 | 南極大陸         | 南極半島（ アルゼンチン・ チリ・ イギリスが領有権主張） |
| 南緯65度0分 西経59度3分 / 南緯65.000度 西経59.050度  | 南極海           | 大西洋の南                                              |